# Reinaldo da Cruz Oliveira
Reinaldo da Cruz Oliveira, noto semplicemente come Reinaldo (Itaguaí, 14 marzo 1979), è un allenatore di calcio ed ex calciatore brasiliano, di ruolo attaccante, tecnico del Maricá.

## Palmarès

### Giocatore
- Taça Guanabara: 3

Flamengo: 1999, 2001
Botafogo: 2009
- Campionato Carioca: 3

Flamengo: 1999, 2000, 2001
- Taça Rio: 1

Flamengo: 2000
- Copa dos Campeões: 1

Flamengo: 2001
- Coppa Mercosur: 1

Flamengo: 1999

### Allenatore
- Campeonato Carioca Série A2: 1

Maricá: 2024
- Copa Rio (coppa statale): 1

Maricá: 2024